# ウトヤ島

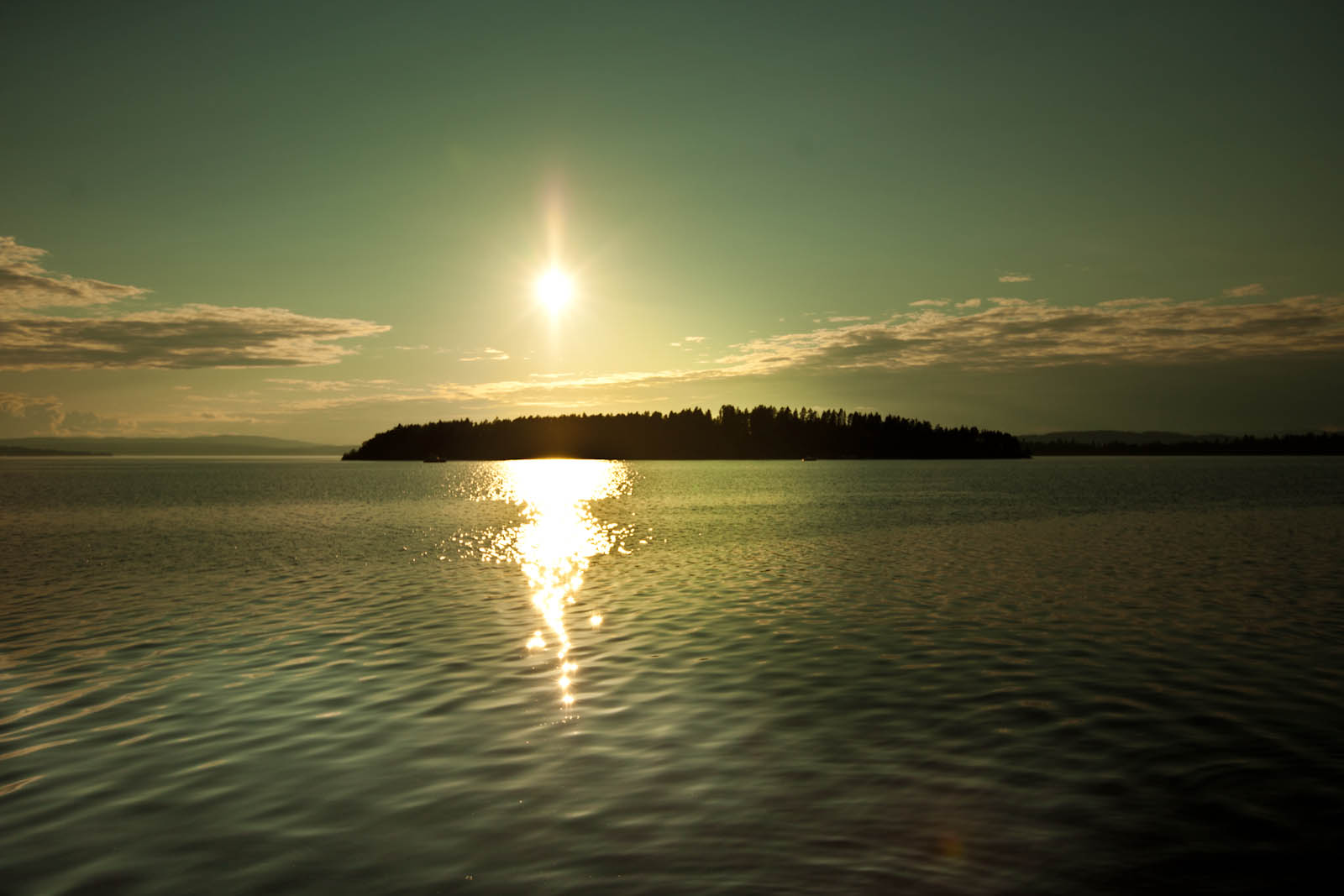
朝日に照らされるウトヤ（島）

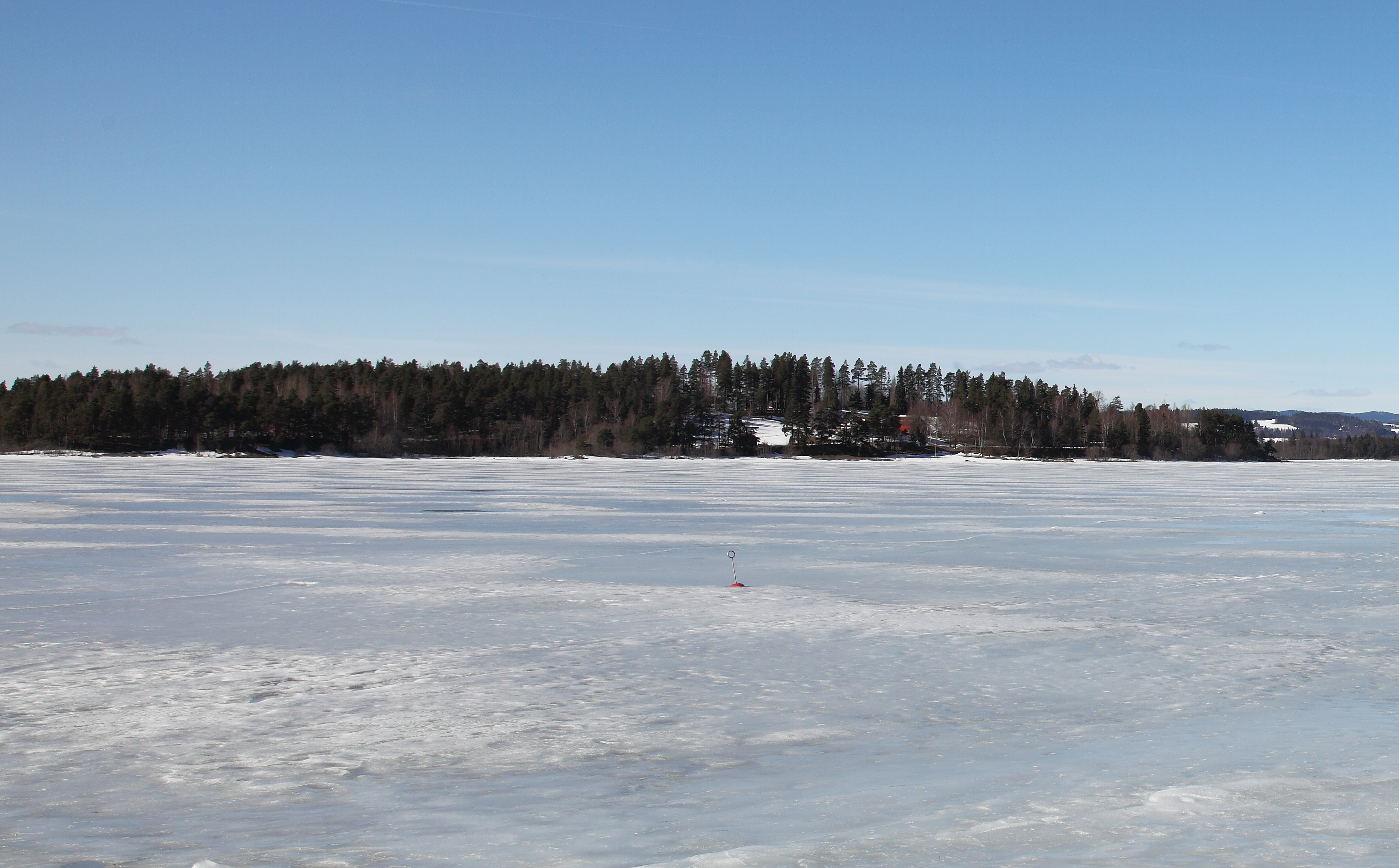
冬のウトヤ（島）

ウトヤ島（ウトヤとう、ノルウェー語: Utøya、ノルウェー語発音: [ˈʉːtœʏɑ]）とはノルウェー・ブスケルー県ホーレにある湖ティーリフィヨレン東部に浮かぶ島である。面積は10.6ヘクタールで、湖岸から500mの位置にある。

## 概要
ウトヤ島はノルウェー労働党の青年組織Arbeidernes ungdomsfylking (AUF) が所有しており、ウトヤAS（株式会社に相当）の管理のもとキャンプ地として貸し出されている。1950年8月にオスロ広域労働組合連合会（オスロ周辺の主要な労働組合の連合体）からAUFへ寄贈された島で、AUFは毎年夏にサマーキャンプを行っている。
東側に小さな桟橋があって湖岸との連絡に用いられている。桟橋近くにHovedhuset（本棟）、Stabburet（食品倉庫）、Låven（物置）が、丘へ上がったところにキャンプ場、食堂、化粧室などがあり、南の広場にSkolestua（講堂）がある。残り大部分は森林で覆われている。

## 交通手段
オスロからE18号線で西へ15km進み、E16号線で北西に23km。オスロバスターミナルよりバス（171系統）でUtøyaバス停下車。およそ1時間。

## 名称
前半ut（ウート）は「外」を意味する副詞、後半øya（エヤ）は「島」を意味する女性名詞øy（エイ）の単数限定形であり、あえて直訳すれば「外れ島」(The "out" island) となる。2011年のテロ事件直後における日本語メディアでは大半が「ウトヤ島」と表記しているが、「島」が重なるのを避けて、「ウート島」や「ウートヤ」・「ウトヤ」としているものがいくつか見られる。外務省はテロ事件発生後の外務大臣談話において、「島」をつけず原音により近い形の「ウートオイヤ」という表記を用いている。

## 2011年銃乱射事件
2011年7月22日、オスロでの政府庁舎爆破事件の直後に警察官の制服を着た偽装警官がウトヤ島に上陸し、10代の青年約700人が参加していたノルウェー労働党青年部の集会で爆破テロ捜査を口実に参加者を整列させ、午後5時30分頃より銃を乱射した。集会は大混乱に陥り、島から泳いで脱出する者もいた。また、島からは爆発する前の爆弾が発見されており、さらなる被害拡大を狙っていたとされている。この銃乱射事件により69人が死亡した。2018年、『ウトヤ島、7月22日』として映画化された。